# Acrocercops albida
Acrocercops albida là một loài bướm đêm thuộc họ Gracillariidae. Loài này có ở Queensland.